# 始安郡
始安郡，中国三国时设置的郡。

## 建置沿革

### 六朝
吳孫皓甘露二年（265年）十一月，以零陵南部都尉立始安郡，治所在始安县（今广西壮族自治区桂林市），屬廣州。轄境約為今广西壮族自治区桂林市、平乐县之间漓江流域和永福县。
晉武帝太康中，始安郡領七縣：始安、始陽、平樂、荔浦、常安、熙平、永豐。晉成帝時，始安郡改屬荊州。東晉時，省併始陽、常安二縣。
宋文帝元嘉二十九年（452年），復屬廣州。元嘉三十年（453年），改屬湘州。宋明帝時，改始安郡為始建郡。宋末，蒼梧郡之建陵縣改屬始建郡，析置樂化左縣。齊高帝建元元年（479年），復為始安郡。梁武帝大同六年（540年），分湘州立桂州，始安郡改屬桂州。

### 隋唐
隋文帝开皇九年（589年），滅陳，廢始安郡，其地屬桂州。隋煬帝大業三年（607年），改桂州为始安郡。始安郡領十五縣：平樂、荔浦、建陵、陽朔、象、隋化、義熙、龍城、馬平、桂林、陽壽、富川、龍平、豪靜。
唐高祖武德四年（621年），平蕭銑，改始安郡為桂州。唐玄宗天寶元年（742年），改桂州為始安郡。始安郡領十縣：始安县、兴安县（今鹿寨县黄冕乡）、靈川县、陽朔县、荔浦县、永豐县（今荔浦县东昌镇）、建陵县、純化县（今鹿寨县中渡镇常安村）、永福县、臨源县（今兴安县）。唐肃宗至德二載（757年），改始安郡為建陵郡。乾元元年（758年），復改建陵郡為桂州。

## 人口
- 晉武帝太康三年（282年），始安郡有6000戶。[2]
- 宋孝武帝大明八年（464年），始安郡有3830戶，22490口。[3]
- 隋煬帝大業五年（609年），始安郡有54517戶。[5]
- 唐玄宗天寶十三載（754年），始安郡有17500戶，71018口。[6]

## 行政長官

### 始安太守（265年—329年）
- 卞裕，晉朝時在任。[7]
- 劉乂，南陽人，兩晉之際在任。[8]
- 干寶，字令升，新蔡人，東晉初在任。[9]

### 始安相（329年—403年）
- 卞範之，字敬祖，濟陰宛句人，晉孝武帝太元中在任。[10]

### 始安太守（420年—461年）
- 顏延之，字延年，琅邪臨沂人，宋少帝時出任。[11]
- 蔡孫，濟陽人，宋孝武帝時在任。[12]

### 始安內史（461年—466年）
- 王逡之，字宣約，琅邪臨沂人，宋孝武帝大明中除，不之官。[13]
- 王職之，宋明帝泰始二年（466年）在任。[14]

### 始建內史（476年—479年）
- 王份，字季文，琅邪臨沂人，宋後廢帝元徽中在任。[15]

### 始安內史（479年—502年）
- 裴昭明，河東聞喜人，齊武帝永明三年（485年）出任。[16]
- 張欣時，竟陵人，南朝齊後期在任。[17]
- 崔偃，清河東武城人，齊東昏侯永元二年（500年）棄官藏竄。[17]

### 始安太守（502年—552年）
- 裴邃，字淵明，河東聞喜人，梁武帝天監中除，未之郡。[18]
- 盧廣，范陽涿人，梁武帝天監中在任。[19]

### 始安郡太守（607年—621年）
- 權武，字武挵，天水人，隋煬帝大業中在任。[20]

### 始安郡太守（742年—757年）
- 冯古璞，唐玄宗天寶八載（749年）出任。
- 羅希奭，餘杭人，唐玄宗天寶十四載（755年）八月死於州門。[21]
- 張光奇，唐玄宗天寶十四載（755年）出任。[21]

## 國主

### 晉朝始安國（329年—403年，404年—420年）
| 始安國（329年—403年，404年—420年）     |              |        |        |          |            |
| 以平蘇峻之功封，食邑3000戶             |              |        |        |          |            |
| 代數                                   | 封爵         | 謚     | 姓名   | 在位時間 | 備註       |
| 1                                      | 始安郡開國公 | 忠武公 | 溫嶠   | 329年    |            |
| 2                                      | 始安郡開國公 |        | 溫放之 |          | 溫嶠長子   |
| 3                                      | 始安郡開國公 |        | 溫嵩之 |          | 溫放之長子 |
| 楚受禪，降封始安縣開國公；晉匡復，復爵 |              |        |        |          |            |
| 宋受禪，降封荔浦縣開國侯               |              |        |        |          |            |

### 南朝宋始安國（461年—466年）
| 始安國（461年—466年）丨食邑2000戶 |          |    |        |             |                  |
| 代數                              | 封爵     | 謚 | 姓名   | 在位時間    | 備註             |
| 1                                 | 始安郡王 |    | 劉子真 | 461年—466年 | 宋孝武帝第十一子 |
| 伏誅，國除                        |          |    |        |             |                  |

### 南朝宋始建國（476年—479年）
| 始建國（476年—479年）丨食邑2000戶 |          |    |      |             |                |
| 代數                              | 封爵     | 謚 | 姓名 | 在位時間    | 備註           |
| 1                                 | 始建郡王 |    | 劉禧 | 476年—479年 | 宋明帝第十二子 |
| 齊受禪，降封荔浦縣開國公          |          |    |      |             |                |

### 南朝齊始安國（479年—502年）
| 始安國（479年—502年） |          |      |        |             |              |
| 代數                  | 封爵     | 謚   | 姓名   | 在位時間    | 備註         |
| 1                     | 始安郡王 | 貞王 | 蕭道生 | 479年追封   | 齊宣帝第二子 |
| 2                     | 始安郡王 | 靖王 | 蕭鳳   | 494年追封   | 蕭道生長子   |
| 3                     | 始安郡王 |      | 蕭遙光 | 479年—499年 | 蕭鳳長子     |
| 4                     | 始安郡王 |      | 蕭寶覽 | 499年—502年 | 蕭鳳弟子     |
| 伏誅，國除            |          |      |        |             |              |

### 南朝梁始安國（552年—554年）
| 始安國（552年—554年） |          |    |        |             |              |
| 代數                  | 封爵     | 謚 | 姓名   | 在位時間    | 備註         |
| 1                     | 始安郡王 |    | 蕭方略 | 552年—554年 | 梁元帝第十子 |
| 無子，國除            |          |    |        |             |              |

### 南朝陳始安國（583年—588年）
| 始安國（583年—588年）丨食邑2000戶 |          |    |      |             |              |
| 代數                              | 封爵     | 謚 | 姓名 | 在位時間    | 備註         |
| 1                                 | 始安郡王 |    | 陈渊 | 583年—588年 | 陳後主第四子 |
| 立為皇太子，國除                  |          |    |      |             |              |

## 徵引文獻及註釋
1. ↑  《三國志 卷四十八 吳書三 三嗣主傳第三》
2. 1 2  《晉書 卷十五 志第五 地理下》
3. 1 2  《宋書 卷三十五 志第二十五》
4. ↑  《梁書 卷三 本紀第三》
5. 1 2  《隋書 卷三十一 志第二十六》
6. 1 2  《舊唐書 卷四十一 志第二十一》
7. ↑  《隋書 卷三十五 志第三十》
8. ↑  《晉書 卷六十一 列傳第三十一》
9. ↑  《晉書 卷八十二 列傳第五十二》
10. ↑  《晉書 卷九十九 列傳第六十九》
11. ↑  《宋書 卷七十三 列傳第三十三》
12. ↑  《宋書 卷四十二 列傳第二》
13. ↑  《南齊書 卷五十二 列傳第三十三》
14. ↑  《宋書 卷八十四 列傳第四十四》
15. ↑  《梁書 卷二十一 列傳第十五》
16. ↑  《南齊書 卷五十三 列傳第三十四》
17. 1 2  《南齊書 卷五十一 列傳第三十二》
18. ↑  《梁書 卷二十八 列傳第二十二》
19. ↑  《梁書 卷四十八 列傳第四十二》
20. ↑  《隋書 卷六十五 列傳第三十》
21. 1 2  《舊唐書 卷一百八十六下 列傳第一百三十六下》
22. ↑  《晉書 卷六十七 列傳第三十七》
23. ↑  《温式之墓志》